# Songjiang
Songjiang  léase Song-Chiáng (en chino:松江区, chino tradicional:松江區,pinyin:Sōngjiāng qū,literalmente:río song) es uno de los 18 distritos de la ciudad de Shanghái, República Popular China. Localizado en el suroeste de la ciudad, en la cuenca del Lago Taihu, tiene una superficie de 605 kilómetros cuadrados haciéndolo uno de los más grandes de la ciudad, su población es de 560 000 habitantes. El Río Huangpu corre por este distrito, también es un importante lugar de peregrinación entre los católicos chinos por encontrarse en el lugar la Basílica de Nuestra Señora de She Shan.
Su atractivo hace que varias empresas extranjeras vayan a hacer negocios,trayendo consigo inversión al distrito.

## Administración
El distrito de Songjiang se divide en 11 poblados y 4 subdistritos.
- Poblado Jiǔtíng 九亭镇
- Poblado sìjīng 泗泾镇
- Poblado mǎogǎng 泖港镇
- Poblado chēdūn 车墩镇
- Poblado dòngjīng 洞泾镇
- Poblado yèxiè 叶榭镇
- Poblado xīnqiáo 新桥镇
- Poblado shíhúdàng 石湖荡镇
- Poblado xīnbāng 新浜镇
- Poblado shéshān 佘山镇
- Poblado xiǎokūnshān 小昆山镇
- Subdistrito Yuèyáng 岳阳街道
- Subdistrito zhōngshān 中山街道
- Subdistrito yǒngfēng 永丰街道
- Subdistrito fāngsōng 方松街道

## Clima
| Parámetros climáticos promedio de Songjiang (1971-2000) | Parámetros climáticos promedio de Songjiang (1971-2000) | Parámetros climáticos promedio de Songjiang (1971-2000) | Parámetros climáticos promedio de Songjiang (1971-2000) | Parámetros climáticos promedio de Songjiang (1971-2000) | Parámetros climáticos promedio de Songjiang (1971-2000) | Parámetros climáticos promedio de Songjiang (1971-2000) | Parámetros climáticos promedio de Songjiang (1971-2000) | Parámetros climáticos promedio de Songjiang (1971-2000) | Parámetros climáticos promedio de Songjiang (1971-2000) | Parámetros climáticos promedio de Songjiang (1971-2000) | Parámetros climáticos promedio de Songjiang (1971-2000) | Parámetros climáticos promedio de Songjiang (1971-2000) | Parámetros climáticos promedio de Songjiang (1971-2000) |
| Mes                                                     | Ene.                                                    | Feb.                                                    | Mar.                                                    | Abr.                                                    | May.                                                    | Jun.                                                    | Jul.                                                    | Ago.                                                    | Sep.                                                    | Oct.                                                    | Nov.                                                    | Dic.                                                    | Anual                                                   |
| ------------------------------------------------------- | ------------------------------------------------------- | ------------------------------------------------------- | ------------------------------------------------------- | ------------------------------------------------------- | ------------------------------------------------------- | ------------------------------------------------------- | ------------------------------------------------------- | ------------------------------------------------------- | ------------------------------------------------------- | ------------------------------------------------------- | ------------------------------------------------------- | ------------------------------------------------------- | ------------------------------------------------------- |
| Temp. máx. media (°C)                                   | 8.1                                                     | 9.2                                                     | 12.8                                                    | 19.1                                                    | 24.1                                                    | 27.6                                                    | 31.8                                                    | 31.3                                                    | 27.2                                                    | 22.6                                                    | 17.0                                                    | 11.1                                                    | 20.2                                                    |
| Temp. mín. media (°C)                                   | 1.1                                                     | 2.2                                                     | 5.6                                                     | 10.9                                                    | 16.1                                                    | 20.8                                                    | 25.0                                                    | 24.9                                                    | 20.6                                                    | 15.1                                                    | 9.0                                                     | 3.0                                                     | 12.9                                                    |
| Precipitación total (mm)                                | 50.6                                                    | 56.8                                                    | 98.8                                                    | 89.3                                                    | 102.3                                                   | 169.6                                                   | 156.3                                                   | 157.9                                                   | 137.3                                                   | 62.5                                                    | 46.2                                                    | 37.1                                                    | 1164.5                                                  |
| Días de precipitaciones (≥ 1 mm)                        | 9.7                                                     | 10.3                                                    | 13.9                                                    | 12.7                                                    | 12.1                                                    | 14.4                                                    | 12.0                                                    | 11.3                                                    | 11.0                                                    | 8.1                                                     | 7.0                                                     | 6.5                                                     | 129                                                     |
| Horas de sol                                            | 123.0                                                   | 115.7                                                   | 126.0                                                   | 156.1                                                   | 173.5                                                   | 147.6                                                   | 217.8                                                   | 220.8                                                   | 158.9                                                   | 160.8                                                   | 146.6                                                   | 147.7                                                   | 1894.5                                                  |
| Humedad relativa (%)                                    | 75                                                      | 74                                                      | 76                                                      | 76                                                      | 76                                                      | 82                                                      | 82                                                      | 81                                                      | 78                                                      | 75                                                      | 74                                                      | 73                                                      | 76.8                                                    |
| Fuente: 中国气象局 17 de marzo de 2009                  |                                                         |                                                         |                                                         |                                                         |                                                         |                                                         |                                                         |                                                         |                                                         |                                                         |                                                         |                                                         |                                                         |